# Bercak (Cermee)
Bercak is een bestuurslaag in het regentschap Bondowoso van de provincie Oost-Java, Indonesië. Bercak telt 2998 inwoners (volkstelling 2010).